# 454 (szám)
A 454 (római számmal: CDLIV) egy természetes szám, félprím, a 2 és a 227 szorzata.

## A szám a matematikában
A tízes számrendszerbeli 454-es a kettes számrendszerben 111000110, a nyolcas számrendszerben 706, a tizenhatos számrendszerben 1C6 alakban írható fel.
A 454 páros szám, összetett szám, azon belül félprím, kanonikus alakban a 21 · 2271 szorzattal, normálalakban a 4,54 · 102 szorzattal írható fel. Négy osztója van a természetes számok halmazán, ezek növekvő sorrendben: 1, 2, 227 és 454.
A 454 négyzete 206 116, köbe 93 576 664, négyzetgyöke 21,30728, köbgyöke 7,68573, reciproka 0,0022026. A 454 egység sugarú kör kerülete 2852,56613 egység, területe 647 532,51139 területegység; a 454 egység sugarú gömb térfogata 391 973 013,6 térfogategység.